# Saybag
Saybag (en uigur: سايباغ رايونى, romanizado: Saybagh rayoni; en chino, 沙依巴克区; pinyin, Shāyībāk qū)  es un distrito urbano bajo la administración directa de la Prefectura Urumqi en la Región autónoma de Sinkiang, República Popular China. Su área es de 420 km² y su población total para 2020 superó los 660 mil habitantes.

## Administración
Desde octubre de 2021, el distrito de Saybag se divide en 17 pueblos que se administran en subdistritos.

## Historia
Anteriormente la región era conocida como Dinhua (迪化). En febrero del año 30 de la República China (1941), el "Plan de zonificación de Dihua" la dividió en números de terrenos, cada número de terreno medía ~ 444 m² y a los residentes se les cobra de acuerdo con el número de terreno por su uso. En 1954 Dinhua pasó a llamarse Urumqi y en junio de 1958 el terreno 3 pasó a llamarse Saybag.